# Mudanfloden
Mudanfloden eller Mudan Jiang (kinesiska: 牡丹江) är ett vattendrag i Kina. Det ligger i den nordöstra delen av landet, 1 300 km nordost om huvudstaden Peking.
Trakten ingår i den hemiboreala klimatzonen.